# Mannenmarathon van Tokio 1986
De Mannenmarathon van Tokio 1986 werd gelopen op zondag 9 februari 1986. Het was de zevende editie van de Tokyo International Marathon. Aan deze wedstrijd mochten alleen mannelijke elitelopers deelnemen.
De Tanzaniaan Juma Ikangaa kwam als eerste over de streep in 2:08.10.

## Uitslagen
| rang   | naam                 | land | tijd    |
| ------ | -------------------- | ---- | ------- |
| Goud   | Juma Ikangaa         | TAN  | 2:08.10 |
| Zilver | Belayneh Densamo     | ETH  | 2:08.29 |
| Brons  | Abebe Mekonnen       | ETH  | 2:08.39 |
| 4      | Takeyuki Nakayama    | JPN  | 2:08.43 |
| 5      | Michael Heilmann     | GER  | 2:10.27 |
| 6      | John Burra           | TAN  | 2:11.27 |
| 7      | Hiromi Taniguchi     | JPN  | 2:11.42 |
| 8      | Kiyoshi Hayashi      | JPN  | 2:12.48 |
| 9      | Hiroshi Munakata     | JPN  | 2:13.32 |
| 10     | Santiago de la Parte | ESP  | 2:13.38 |
| 11     | Kebede Balcha        | ETH  | 2:14.11 |
| 12     | Luc Waegeman         | BEL  | 2:14.14 |
| 13     | Fumiaki Abe          | JPN  | 2:15.37 |
| 14     | Jörg Peter           | GER  | 2:16.05 |
| 15     | Richard Hooper       | IRL  | 2:16.10 |
| 16     | Nobuharu Sato        | JPN  | 2:16.16 |
| 17     | Masahiro Shimamura   | JPN  | 2:16.53 |
| 18     | Hartmut Tronnier     | GER  | 2:17.08 |
| 19     | Bruno Lafranchi      | SUI  | 2:17.55 |
| 20     | Kazufumi Mitsuhashi  | JPN  | 2:19.20 |
| 21     | Wiktor Sawicki       | POL  | 2:19.55 |
| 23     | Tadashi Matsumoto    | JPN  | 2:20.09 |
| 24     | Akiyoshi Mochizuki   | JPN  | 2:21.34 |
| 25     | Masaaki Shibusawa    | JPN  | 2:21.36 |

Tokyo International Marathon (alleen mannen)

1981 · 1982 · 1983 · 1984 · 1985 · 1986 · 1987 · 1988 · 1989 · 1990 · 1991 · 1992 · 1993 · 1994 · 1995 · 1996 · 1997 · 1998 · 1999 · 2000 · 2001 · 2002 · 2003 · 2004 · 2005 · 2006

Tokyo International Women's Marathon (alleen vrouwen)

1979 · 1980 · 1981 · 1982 · 1983 · 1984 · 1985 · 1986 · 1987 · 1988 · 1989 · 1990 · 1991 · 1992 · 1993 · 1994 · 1995 · 1996 · 1997 · 1998 · 1999 · 2000 · 2001 · 2002 · 2003 · 2004 · 2005 · 2006 · 2007 · 2008

Tokyo Marathon (beide)

2007 · 2008 · 2009 · 2010 · 2011 · 2012 · 2013 · 2014 · 2015 · 2016 · 2017 · 2018 · 2019 · 2020 · 2021 · 2022 · 2023 · 2024